# Don't be discouraged
「don't be discouraged」（ドント ビー ディスカレッジド）は、林原めぐみの15枚目のシングル。1997年4月23日にスターチャイルドから発売された（KIDA-148）。

## 概要
- 当時、声優として（および歌手として）の地位を確立しつつあった林原めぐみによるテレビアニメ『スレイヤーズTRY』の主題歌ということで、オリコンシングルチャートでは初登場4位を獲得し、当時の声優系歌手としては最高位となった。なお、1990年以降に声優個人名義でリリースしたシングルで、オリコン上における初動売上が10万枚を超えているのは本作のみである。
- オリコン上における累計売上枚数は、林原のシングルとしては「Give a reason」に次ぐ2位を記録している。しかし、「Give a reason」の作品としての性質や扱い（当該記事を参照）によっては、林原にとって最大のヒットシングルとして扱われる。
- 1997年5月度ゴールドディスクに認定された[1]（2003年7月度以降の認定基準とは異なり、当時のゴールド認定基準は出荷枚数20万枚以上が基準となっている）。
- 2006年にリリースされたシングル「Meet again」のカップリング曲として再収録された。

## 収録曲
1. don't be discouraged [4:11]
作詞：MEGUMI、作曲：佐藤英敏、編曲：添田啓二
  - テレビ東京系テレビアニメ『スレイヤーズTRY』エンディングテーマ
2. Breeze [4:26]
作詞：有森聡美、作曲：佐藤英敏、編曲：添田啓二
  - テレビ東京系テレビアニメ『スレイヤーズTRY』オープニングテーマ
  - PlayStation用ゲームソフト『スレイヤーズわんだほ～』エンディングテーマ
3. don't be discouraged <OFF VOCAL VERSION> [4:11]
4. Breeze <OFF VOCAL VERSION> [4:24]

## 収録アルバム
| 曲名                 | 収録アルバム                              | 発売日         | 規格品番          | 備考                                                         |
| -------------------- | ----------------------------------------- | -------------- | ----------------- | ------------------------------------------------------------ |
| don't be discouraged | 『スレイヤーズTRY TREASURY☆VOX』          | 1997年6月21日  | KICA-351          |                                                              |
| don't be discouraged | 『スレイヤーズTRY TREASURY☆BGM』          | 1997年8月21日  | KICA-361          | Instrumental-1、HEARTBEAT MIX、TV Size、Instrumental-2が収録 |
| don't be discouraged | 『the BEST of SLAYERS [from TV & RADIO]』 | 1999年6月4日   | KICA-454〜455     |                                                              |
| don't be discouraged | 『feel well』                             | 2002年6月26日  | KICS-955          |                                                              |
| don't be discouraged | 『スタまにシリーズ●スレイヤーズ』         | 2005年11月23日 | KICA-726          |                                                              |
| don't be discouraged | 『スレイヤーズMEGUMIX』                   | 2008年6月25日  | KICA-916〜918     |                                                              |
| don't be discouraged | 『VINTAGE White』                         | 2011年6月11日  | KICS-91670〜91671 |                                                              |
| don't be discouraged | 『スレイヤーズMEGUMIXXX』                 | 2020年3月25日  | KICA-2573〜2575   |                                                              |
| don't be discouraged | 『VINTAGE DENIM』                         | 2021年3月30日  | KICS-3980〜3982   |                                                              |
| Breeze               | 『スレイヤーズTRY TREASURY☆VOX』          | 1997年6月21日  | KICA-351          |                                                              |
| Breeze               | 『スレイヤーズTRY TREASURY☆BGM』          | 1997年8月21日  | KICA-361          | TV Size、WINDSTORM MIXが収録。                               |
| Breeze               | 『the BEST of SLAYERS [from TV & RADIO]』 | 1999年6月4日   | KICA-454〜455     |                                                              |
| Breeze               | 『Plain』                                 | 2007年4月21日  | KICS-1303         |                                                              |
| Breeze               | 『スレイヤーズMEGUMIX』                   | 2008年6月25日  | KICA-916〜918     |                                                              |
| Breeze               | 『スレイヤーズMEGUMIXXX』                 | 2020年3月25日  | KICA-2573〜2575   |                                                              |